# 13804 Гразани
13804 Гразани (13804 Hrazany) — астероїд головного поясу, відкритий 9 грудня 1998 року.
Тіссеранів параметр щодо Юпітера — 3,181.